# Глинкин, Борис Николаевич
Борис Николаевич Глинкин (род. 26 июня 1961, село Тойси, Батыревский район, Чувашская АССР) — советский спортсмен-гиревик. Заслуженный тренер Чувашской Республики (2007), заслуженный работник физической культуры и спорта Чувашской Республики (2011).
Кандидат в мастера спорта СССР по тяжёлой атлетике (1984), мастер спорта СССР (1989) и мастер спорта России международного класса (1995) по гиревому спорту. Чемпион Европы в 1992 году, призёр чемпионата и Кубка мира и 1994-м,. Победитель Кубка России в 1991 и 1992 годах. Результат его выступлений в Чехии занесен в Книгу рекордов Гиннесса.
Воспитанник секции тяжелой атлетики Чувашского сельскохозяйственного института. Окончил строительный факультет Чувашского государственного университета (1984 год).
Призёр чемпионата и Кубка мира (1994 год)
Победитель Кубка России (1991, 1992 годы)
В 1984 окончил строительный факультет Чувашского государственного университета.
В настоящее время Б. Глинкин работает доцентом кафедры физического воспитания, тренером-преподавателем Чувашской сельскохозяйственной академии, где за 15 лет подготовил около 150 спортсменов-разрядников, многие из них стали мастерами спорта.